# Johann Georg Geitel

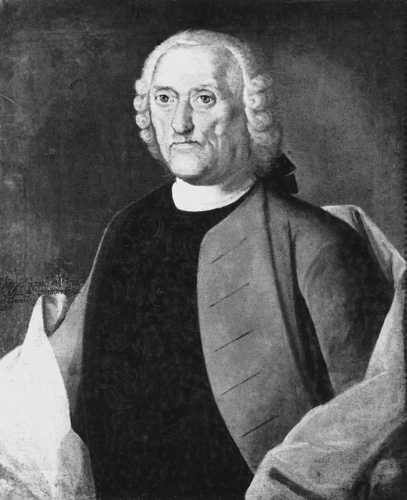
Johann Georg Geitel (1683–1771)

Johann Georg Geitel, auch Getell (* 1683 in Braunschweig; † 21. April 1771 in Turku) war ein deutsch-finnischer Porträtmaler und Universitätszeichenlehrer.

## Leben
Johann Georg Geitel gehörte der seit 1384 in Braunschweig nachweisbaren Beckenwerkerfamilie Geitel an, die von 1557 bis 1596 im Rat der Neustadt vertreten war. Er wurde 1683 in Braunschweig als Sohn Johann Joachim Geitels geboren und am 16. Mai des Jahres getauft. Sein älterer Bruder war der spätere Regimentsfeldarzt Heinrich Lewin Geitel (1679–1760). Diesen begleitete er ca. 1700 in die damals schwedische Provinz Finnland. Er hielt sich 1721 wieder in Braunschweig auf, wo er am 26. August Eleonora Sophie Hellefach, Tochter des Klostermüllers von Riddagshausen, heiratete. Von April 1731 bis September 1734 fertigte Geitel am Hof der Herzöge von Braunschweig-Wolfenbüttel mehrere Gemäldekopien an. Er war von 1743 bis 1749 als Porträtmaler für die Grafen von Stolberg-Wernigerode tätig. Seinen Wohnsitz hatte er zu dieser Zeit in Braunschweig, wo er am 22. Januar 1743 die 17 Jahre ältere Witwe Catharina Judith Broistädt, geborene Christoph († 1748), heiratete. Am Hof von Wernigerode arbeitete zeitgleich der Landschaftsmaler und spätere Hofmaler Johann Andreas Geitel (1696–1759), ein naher Verwandter Johann Georg Geitels.
Geitel siedelte 1750 zu seinem älteren Bruder Heinrich Lewin nach Åbo (finnisch Turku) über, wo dieser als Stadtmedizinalrat tätig war. Geitel fertigte ab 1751 zahlreiche Porträts und zwischen 1755 und 1759 Altargemälde für mehrere Kirchen in der Umgebung der Stadt. Im Jahr 1760 schuf er die Fresken im Bischofspalast von Turku. In den Personallisten der Akademie zu Turku (damals Kungliga Akademien i Åbo) ist Geitel von 1758 bis 1763 als Zeichenmeister und von 1766 bis 1771 als Porträtmaler verzeichnet. Als solcher malte er zahlreiche Professoren der Akademie, darunter 1764 der bedeutende Botaniker Pehr Kalm. Ein 1760 datiertes Gemäldepaar stellt vermutlich Geitel selbst und seine zweite Ehefrau dar. Geitel hinterließ rund 50 Werke, deren Qualität von Kunsthistorikern unterschiedlich bewertet wird. So werden die Porträts von seinem Bruder und dessen Familie sowie das Altarbild in Laitila höher eingeschätzt als die Altargemälde in Lempäälä. Als sein bedeutendstes Gemälde gilt das 1747 geschaffene Gruppenbild Graf Christian Ernst im Kreis seiner Enkel, das heute im Schlossmuseum Wernigerode zu sehen ist. Weitere Werke Geitels befinden sich heute im Nationalmuseum Helsinki, in finnischen Kirchen, im Bischofspalast Turku und in Privatbesitz.
Johann Georg Geitel starb im April 1771 im Alter von 87 Jahren in Åbo.